# U-20ラグビー南アフリカ共和国代表
U-20ラグビー南アフリカ共和国代表（英語: South Africa national under-20 rugby union team）は、20歳以下の選手で構成されるラグビー南アフリカ共和国代表チームである。愛称は「ベイビーボクス (Baby Boks)」及び「ジュニアボクス (Junior Boks)」。
ワールドラグビーU20チャンピオンシップなどに出場している。

## 歴史
2008年、創設。
そして2012年、地元開催のIRBジュニア世界選手権(現・ワールドラグビーU20チャンピオンシップ)で初優勝。

## タイトル
- IRBジュニア世界選手権 (現ワールドラグビーU20チャンピオンシップ)
優勝・1回 (2012年)
2位・1回 (2014年)

## 成績

### ワールドラグビーU20チャンピオンシップ
- 2008年 - 3位
- 2009年 - 3位
- 2010年 - 3位
- 2011年 - 5位
- 2012年 - 1位
- 2013年 - 3位
- 2014年 - 2位
- 2015年 - 3位
- 2016年 - 4位
- 2017年 - 3位
- 2018年 - 3位
- 2019年 - 3位

## 主な歴代代表主将
- CJ・スタンダー - 2010年ラグビージュニア世界選手権での主将。2019年W杯アイルランド代表選出。
- ハンドレ・ポラード - 2014年ラグビーU20チャンピオンシップでの主将。2015年W杯・2019年W杯南アフリカ共和国代表選出。